# Musée de Rumilly
Le musée de Rumilly, anciennement musée de l'Albanais, est le musée d’histoire de la ville. Musée municipal, il est situé sur la commune de Rumilly en Haute-Savoie. Il bénéficie du label « Musée de France » et du label « Qualité Tourisme ». Après sa rénovation et il est rouvert depuis le 1er mai 2013,,, son parcours muséographique invite à découvrir l’histoire de la ville sous différentes facettes et s’attache à comprendre son évolution. Les activités culturelles du musée encouragent échanges et découvertes. Le musée est membre du réseau Empreintes 74 et du réseau FEMS.
Depuis janvier 2022 l'entrée du musée est libre et gratuite le mercredi après-midi.

## Histoire du musée
En 1876, le Journal du Commerce suggérait de dédier un local dans un coin de la mairie pour pallier le manque de musée à Rumilly et faisait un appel aux donateurs potentiels. À partir de cet appel, des donateurs font parvenir de nombreux objets : sabres, épées, collections, poteries, outils, gravures... En avril 1888, la mairie officialise la création du musée.
En 1953, la société des Amis du Vieux Rumilly obtient de la mairie le principe de l'installation du musée au second étage de l'école normale. Il sera officiellement installé en 1956 selon la plaque commémorative.

## Histoire du bâtiment
Le musée de Rumilly est installé dans une aile réhabilitée de l’ancien magasin des tabacs construit par la Direction générale des Manufactures de l’État de 1862 à 1865, à la suite de l'Annexion de la Savoie à la France. Le but alors étant de faire du Pays de l'Albanais une très importante région de culture du tabac.
Pendant plus d’un siècle, ce bâtiment a joué un rôle emblématique sur le territoire. Il fournissait du travail à près de 500 personnes occupées au séchage, à la fermentation, au stockage et à l'expédition de 1.800 tonnes de tabacs chaque année. À son apogée à partir de 1895, les bâtiments d'une superficie totale de 40.000 m2 fût le premier magasin des tabacs de France.
Il formait une construction en U, organisée autour d’une cour intérieure, composée de trois ailes et de la maison de l’entreposeur (le directeur du magasin). La principale activité de ce lieu était la fermentation du tabac produit localement afin de l’envoyer aux manufactures des tabacs qui fabriquaient les produits finis.
Le centre de fermentation a fermé ses portes en 1970. Totalement abandonné par l'ancienne SEITA puis racheté par la Ville de Rumilly en 1990, il a successivement abrité pendant une dizaine d'années différentes associations, ainsi que le musée de l’Albanais.
À partir de 2006, une importante restructuration est envisagée associée à un projet d'aménagement urbain pour marquer l'entrée sud de la ville, mais en ne conservant qu'un seul des bâtiments de l'ancien magasin des tabacs. Démarré en 2009, le nouveau quartier associe les bureaux de la Communauté des communes sur 1.800 m2, de l'office du tourisme, du club des Seniors sur 1.600 m2, des logements, des commerces et une résidence de services aux seniors de 110 logements. Le musée lui-même a été terminé en 2012.

## Comprendre l’histoire de la ville

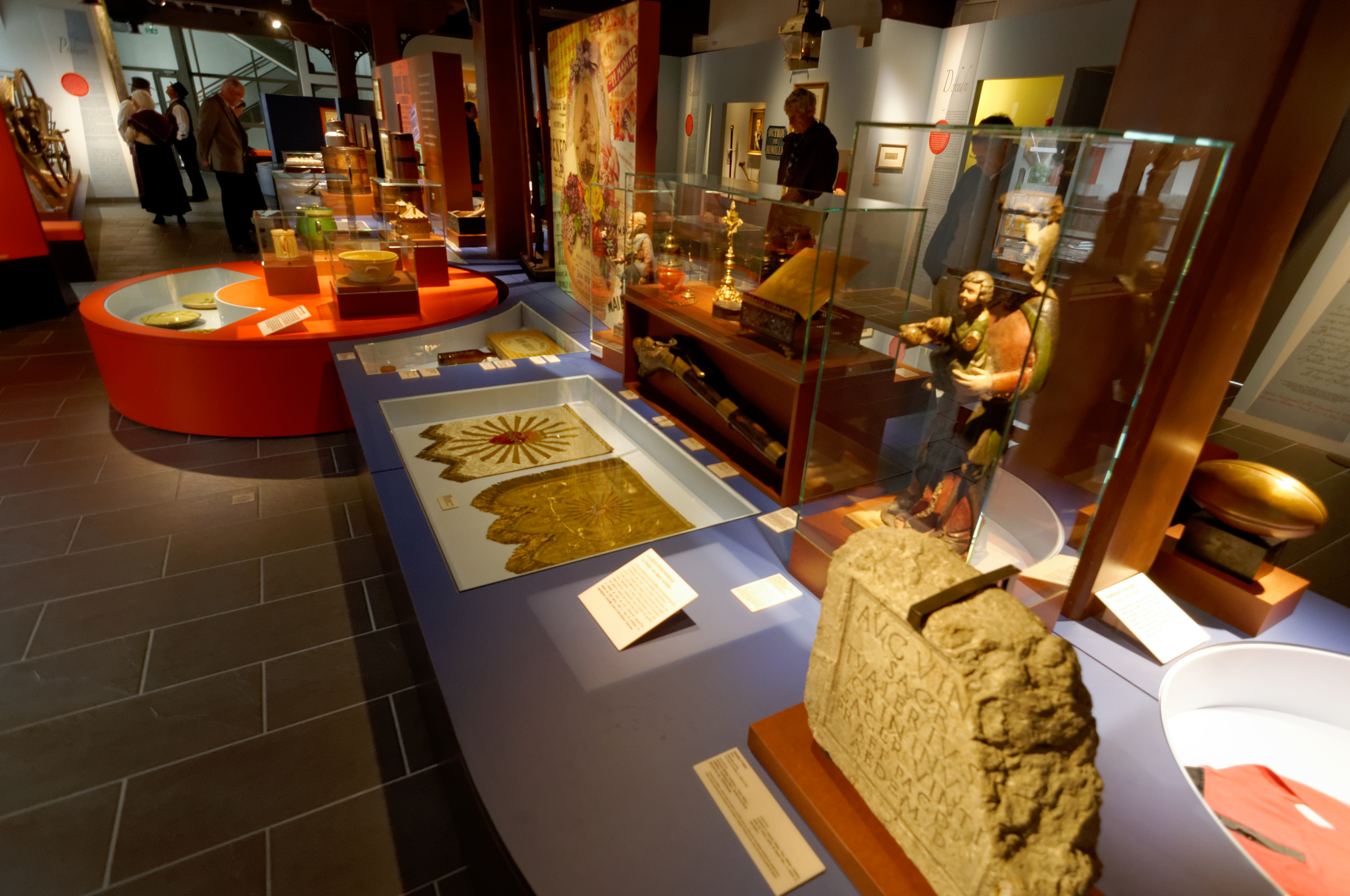
Visite du premier étage du parcours des collections

Depuis 2008, un travail important d’étude, de recherche, de conservation et de restauration des collections, a été réalisé. Une réflexion muséographique a été engagée pour donner le jour à un espace muséal proposant un nouveau regard sur l’évolution urbaine de la ville et ses représentations.
Une exposition temporaire, renouvelée chaque année, vient développer ce discours et approfondir le travail de collecte et de recherche auprès des habitants. Le musée s’est penché, pour sa première saison inaugurale, sur l’histoire du bâtiment qui l’abrite pour dévoiler l’exposition « Chronique des Tabacs, regards sur la Manufacture ».

### Historique des expositions temporaires
- Ville/Visages (aout-octobre 2010). Exposition de préfiguration.
- Qu’est-ce qu’un musée ?  (septembre-octobre 2011). Exposition de préfiguration.
- Chronique des Tabacs, regards sur la Manufacture (mai 2013 - mai 2014).
- Territoire occupé, la Résistance à Rumilly (mai 2014 - juillet 2014).
- Â la table de nos ancêtres, céramiques en pays de Savoie (février 2015 - juillet 2015).
- Instantané 1416 : Rumilly au Moyen Âge (février 2016 - décembre 2016).
- Les Trésors du grenier, Mémoire de villages (Ecomusée Paysalp) (février 2017 - juillet 2017).
- L'industrie : une histoire "made in Rumilly" (février 2018 - décembre 2018).
- Futur antérieur : Trésors Archéologiques du XXIe siècle. (Musée romain de Lausanne-Vidy) (février 2019 - juillet 2019).
- Fêtes à Rumilly (2020-2021).
- Sages comme des images, 100 d'école (2021).
- Made in Rumilly, une histoire industrielle (2021).
- E Capoë ! Rumilly au XVIIe siècle (du 9 février 2022 au 23 décembre 2022).
- 10 ans déja ! Trésors et souvenirs (du 8 février - 22 juillet 2023)
- Dans l'atelier des frères Baud, peintres haut-savoyards (18 septembre -20 juillet 2024)
- La Haute-Savoie pittoresque . Ernest & Auguste Pittier, éditeurs de cartes postales (14 septembre-21 décembre 2024).
- Rumilly d'ici et d'ailleurs, histoires de migrations (19 février -20 décembre 2025).